# IMacros
iMacros — це додаток для браузерів Mozilla Firefox, Google Chrome (та інших браузерів на основі Chromium) й Internet Explorer, який дозволяє зберігати та відтворювати дії користувача. Ці можливості найчастіше використовуються в веб тестуванні та прогамах заповнення вебформ. Макроси можуть комбінуватися та керуватися за допомогою JavaScript. Приклади макросів та керуючих JavaScript-ів йдуть разом з дистрибутивом. Додаток розроблений компанією iOpus. Поточна стабільна версія iMacros має номер  8.00. Випущена 22 лютого 2012 року.
Окрім безкоштовної версії iMacros також наявна  комерційна версія з додатковими можливостями та технічною підтримкою для автоматизації web, збору інформації, моніторингу інтернет-серверів та тестування web. Також комерційна версія здатна автоматизовувати Flash, Flex, Silverlight та Java-аплети за допомогою Directscreen та технології розпізнавання зображень. Розширена версія має інтерфейс командного рядка та власний прикладний програмний інтерфейс, заснований на COM+ технології. Це дає можливість керувати браузером з будь-якої мови програмувння\скриптування, яка вміє працювати з COM+ або навіть з командного файлу ОС.

## Зовнішні посилання
- iMacros Форум
- Додаток до Mozilla Firefox (open source) [Архівовано 3 жовтня 2012 у Wayback Machine.]
- Додаток до Google Chrome (open source) [Архівовано 18 червня 2012 у Wayback Machine.]
- iMacros посібник (Wiki) [Архівовано 5 жовтня 2012 у Wayback Machine.]